# Yalca (Sturm)
Der Yalca ist ein schwerer Schneesturm im Norden von Peru, der in den Passregionen der Anden auftritt. Dieser regionale Name fand auch für einen Ort und eine vorherrschende Vegetationsstruktur Anwendung.
Siehe auch: Winde und Windsysteme.